# Flughafen Manaus

i7
i11
i13
Der Aeroporto Internacional de Manaus - Eduardo Gomes (IATA-Code: MAO, ICAO-Code: SBEG) bedient die Stadt Manaus im brasilianischen Bundesstaates Amazonas sowie die umliegende Region. Ihn können alle Flugzeugtypen außer der A380 anfliegen. Er liegt neun Kilometer nördlich des Zentrums von Manaus und ist nur durch Busse beziehungsweise Taxis an die Stadt angebunden. Die besondere Bedeutung des Flughafens für die Region ergibt sich daraus, dass sie ansonsten nur über eine einzige Straßen-Überlandverbindung sowie Schiffahrtlinien erreichbar ist.

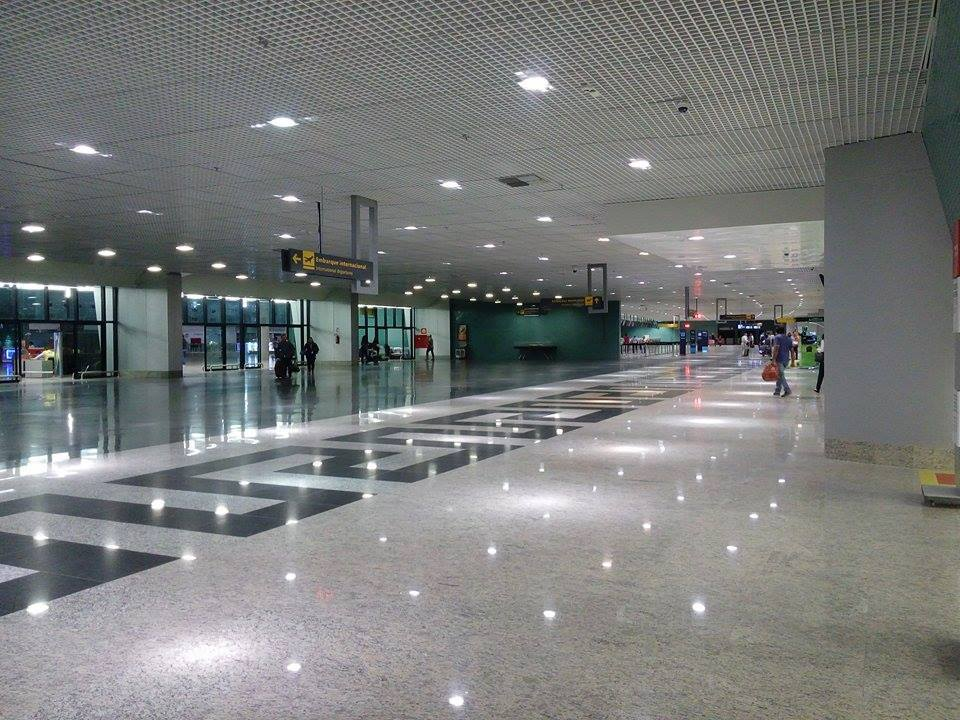
Manaus SBEG

## Geschichte
Am 26. März 1976 wurde der Flughafen mit einem Passagier- sowie einem Frachtterminal offiziell eröffnet. Zu dieser Zeit war er der modernste Flughafen Brasiliens, da er der erste Flughafen mit beweglichen Fingern war. Man nannte ihn damals auch Aeroporto Supersônico. Im Jahr 1980 kam noch ein zweites Frachtterminal hinzu, später auch noch ein weiteres Passagierterminal. Im Jahr 2004 wurde das dritte Frachtterminal eröffnet.

## Flughafenanlagen

### Terminals
Terminal 1
Das Terminal 1 (TPS-I) ist mit 43.659 Quadratmetern das wesentlich größere Terminal des Flughafens. Hier werden sowohl die internationalen sowie wichtigsten nationalen Flüge abgewickelt. Es wird von den Fluggesellschaften American Airlines, Azul Linhas Aéreas, Copa Airlines, Gol Linhas Aéreas, LATAM Airlines Brasil und Total Linhas Aéreas genutzt.
Terminal 2
Weil das Terminal 2 (TPS-II) nur 2607 Quadratmeter groß ist, werden hier nur die regionalen sowie kleinere nationale Flüge abgewickelt. Es wird momentan ausschließlich von MAP Linhas Aéreas genutzt.

## Fluggesellschaften und Ziele
Manaus wird nicht direkt aus deutschsprachigen Ländern angeflogen. Umsteigeverbindungen mit LATAM führen über Rio de Janeiro oder São Paulo. Auch die brasilianische Billigfluggesellschaft Gol fliegt Manaus an; hier ist allerdings ein Flughafenwechsel in Rio de Janeiro oder São Paulo nötig.
Jährlich werden hier ungefähr 2,6 Millionen Passagiere abgefertigt. Damit ist der Flughafen der meistfrequentierte Flughafens im Norden Brasiliens. Aufs ganze Land bezogen ist er – gemessen an den Passagieren – der fünftgrößte, was Fracht betrifft sogar der zweitgrößte.

## Verkehrszahlen
| Jahr | Fluggastaufkommen | Fluggastaufkommen | Fluggastaufkommen | Fluggastaufkommen | Fluggastaufkommen | Fluggastaufkommen | Luftfracht (Tonnen) (mit Luftpost) | Luftfracht (Tonnen) (mit Luftpost) | Flugbewegungen | Flugbewegungen |
| Jahr | National          | National          | International     | International     | Gesamt            | Gesamt            | Luftfracht (Tonnen) (mit Luftpost) | Luftfracht (Tonnen) (mit Luftpost) | Flugbewegungen | Flugbewegungen |
| ---- | ----------------- | ----------------- | ----------------- | ----------------- | ----------------- | ----------------- | ---------------------------------- | ---------------------------------- | -------------- | -------------- |
| 2018 | 2.695.848         | 0+6,99 %          | 131.767           | 0+5,01 %          | 2.827.615         | 0+6,90 %          | 114.671                            | 0+1,87 %                           | 39.199         | 0+5,86 %       |
| 2017 | 2.519.721         | 0–0,04 %          | 125.484           | 0–3,92 %          | 2.645.205         | 0–0,24 %          | 112.569                            | 0–1,28 %                           | 37.030         | 0–2,43 %       |
| 2016 | 2.520.849         | –16,75 %          | 130.603           | –43,22 %          | 2.651.452         | –18,62 %          | 114.023                            | 0–6,00 %                           | 37.951         | –21,64 %       |
| 2015 | 3.028.124         | 0–3,60 %          | 230.033           | 0–7,51 %          | 3.258.157         | 0–3,89 %          | 121.300                            | –22,41 %                           | 48.433         | –11,72 %       |
| 2014 | 3.141.152         | 0+9,79 %          | 248.715           | +15,19 %          | 3.389.867         | +10,17 %          | 156.331                            | 0–7,11 %                           | 54.862         | 0–0,51 %       |
| 2013 | 2.861.166         | 0–2,41 %          | 215.911           | 0+8,31 %          | 3.077.077         | 0–1,73 %          | 168.299                            | 0+7,78 %                           | 55.141         | 0–4,23 %       |
| 2012 | 2.931.810         | 0+2,66 %          | 199.340           | +21,84 %          | 3.131.150         | 0+3,70 %          | 156.147                            | –12,81 %                           | 57.575         | 0+2,27 %       |
| 2011 | 2.855.822         | +12,92 %          | 163.604           | 0+2,49 %          | 3.019.426         | +12,30 %          | 179.082                            | +11,68 %                           | 56.298         | 0+7,22 %       |
| 2010 | 2.528.999         | 2.528.999         | 159.624           | 159.624           | 2.688.623         | +16,90 %          | 160.348                            | +12,43 %                           | 52.505         | +14,51 %       |
| 2009 | -                 | -                 | -                 | -                 | 2.300.022         | +13,77 %          | 142.623                            | 0+0,71 %                           | 45.852         | 0+2,30 %       |
| 2008 | -                 | -                 | -                 | -                 | 2.021.668         | 0–2,04 %          | 141.618                            | –16,76 %                           | 44.823         | 0+1,17 %       |
| 2007 | -                 | -                 | -                 | -                 | 2.063.872         | +22,14 %          | 170.132                            | +14,51 %                           | 44.303         | +31,13 %       |
| 2006 | -                 | -                 | -                 | -                 | 1.689.817         | 1.689.817         | 148.572                            | 148.572                            | 33.785         | 33.785         |

1. ↑  Ab 2010 wird auch Transitfracht berücksichtigt.

## Zwischenfälle
- Am 22. Februar 1983 stürzte eine Boeing 737-200 der VASP (PP-SNC) während eines Trainingsflugs am Flughafen Manaus ab, wobei die beiden an Bord befindlichen Besatzungsmitglieder starben. Es sollte ein Start mit asymmetrischer Triebwerksleistung simuliert werden, bei dem der Pilot die Kontrolle über die Maschine verlor. Bei der Erhöhung des Schubs kam es zu einem Flammabriss am Triebwerk, woraufhin die Maschine  abstürzte (siehe auch Flugunfall der VASP bei Manaus 1983).[5]